# Gunther O. Hofmann
Profesor Gunther Olaf Hofmann (n. 22 de mayo de 1957, Landshut/Baviera) es un cirujano, físico y profesor alemán.

## Biografía
Gunther O. Hofmann nació 22 de mayo de 1957 en Landshut, Baviera, Alemania.
Estudió Medicina en la Universidad de Múnich y obtuvo su doctorado (Doctor en Medicina) de 1982.
Más adelante estudió Física en la Universidad Técnica de Múnich . En 1987 trabajó como miembro investigador en el hospital de la Universidad de Múnich. Dicha universidad le otorgó la venia legendi habilitación en el tema Cirugía en 1992 (Privatdozent). A ello siguió una estancia de investigación en el Hospital General de Massachusetts en Boston y ese mismo año comenzó como Superior Physician en la Quirúrgica Clínica y Policlínica de la Universidad de Múnich.
En 1995 se movió al Berufsgenossenschaftliche Unfallklinik (BG Hospital de Trauma) Murnau.

Desde 2004 Prof. Dr. Dr. Gunther O. Hofmann es Director Médico de Berufsgenossenschaftliche Kliniken Bergmannstrost Halle (Sajonia-Anhalt) y Director del Hospital de Traumatología, Cirugía de la Mano y Reconstructiva de la Universidad de Jena (Turingia).

## Investigación (selección)
Sus campos principales de investigación son desarrollo de los implantes de osteosíntesis y reemplazo de articulaciones, injerción de hueso y las articulaciones, material biocompatible, biomecánica, CAO (Cirugía Asistida por Ordenador, en inglés: CAS Computer Assisted Surgery) e infecciones de huesos.
- 2008 Desarrollo de un sistema óptico para la detección de la artrosis
- 2010 Desarrollo una prótesis de mano que calma la sensación de dolor del miembro fantasma[1]

## Publicaciones (selección)
- 1988 Quantitative Elektromyographie in der Biomechanik (Electromiografía cuantitativa en la biomecánica) en: Physik in unserer Zeit (Física en nuestro tiempo) Volume 19, Issue 5, pages 132–136,
- 1997 Biologisch abbaubare Knochenimplantate (Los implantes de hueso biodegradables) en: Spektrum der Wissenschaft 2/1997[2]
- 2001 Clinical experience in allogeneic vascularized bone and joint allografting in: Microsurgery p.375–383
- 2003 Therapeutische Optionen bei persistierendem Kniegelenkinfekt (Las opciones terapéuticas por la infección persistente de rodilla)

en: Trauma und Berufskrankheit Volume 5, Supplement 2, p.221-224 Springer-Verlag Heidelberg
- 2004 Infektionen der Knochen und Gelenke (Infecciones de huesos y articulaciones) en: Traumatologie und Orthopädie, Verlag Urban & Fischer München/Jena
- 2005 Modular Uncemented Tricompartmental Total Knee Arthroplasty en: European Journal of Trauma and Emergency Surgery, 2005/2
- 2006 Factores que afectan al resultado de la artroscopia en la osteoartritis del compartimento medial de la rodilla.[5]
- 2009 Radiation- and reference base-free navigation procedure for placement of instruments and implants:

Application to retrograde drilling of osteochondral lesions of the knee joint en: Computer Aided Surgery 2009 Volume 14 No. 4-6 p.109-116 (Hofmann e.a.)

## Premios
- 1986 Otto-Götze-Premio de la Asociación de Cirujanos de Baviera (en alemán: Vereinigung der Bayerischen Chirurgen)
- 1997 Herbert-Stiller-Premio[6] de la Asociación Médicos contra Experimentos con Animales (en alemán: Ärzte gegen Tierversuche)
- 2008: Science4Life Venture Cup para el desarrollo de un sistema óptico para la detección de la artrosis (Equipo arthrospec AG)[7]